# Daniel Vašulín
Daniel Vašulín (Hlinsko, 11 giugno 1998) è un calciatore ceco, attaccante del Viktoria Plzeň.

## Carriera

### Club
È cresciuto nel settore giovanile del Chrudim ed ha debuttato in prima squadra il 30 aprile 2017 nell'incontro di Česka fotbalová liga perso 2-0 contro il Táborsko B. Ha segnato il suo primo gol il 27 maggio seguente, nel successo per 5-2 contro l'Hořovicko. Negli anni seguente si è confermato un elemento titolare della squadra, che nel 2018 ha centrato la promozione in seconda divisione.
Il 5 agosto 2020 è stato acquistato dallo Hradec Králové, con cui ha vinto il campionato contribuendo alla causa con 6 reti in 19 incontri. Ha fatto il suo esordio in 1. liga il 24 luglio 2021 nella partita contro il Bohemians 1905 segnando la prima rete dall'incontro poi terminato 1-1.
Il 18 giugno 2024, dopo 33 reti in 117 incontri nell'arco di quattro stagioni, ha lasciato il club bianconero ed ha firmato con il Viktoria Plzeň.

### Nazionale
Ha giocato con la nazionale ceca Under-20.

## Statistiche

### Presenze e reti nei club
Statistiche aggiornate al 6 marzo 2025.
| Stagione              | Squadra               | Campionato            | Campionato | Campionato | Coppe nazionali | Coppe nazionali | Coppe nazionali | Coppe continentali | Coppe continentali | Coppe continentali | Altre coppe | Altre coppe | Altre coppe | Totale | Totale | Totale |
| Stagione              | Squadra               | Comp                  | Pres       | Reti       | Comp            | Pres            | Reti            | Comp               | Pres               | Reti               | Comp        | Pres        | Reti        | Pres   | Reti   |        |
| --------------------- | --------------------- | --------------------- | ---------- | ---------- | --------------- | --------------- | --------------- | ------------------ | ------------------ | ------------------ | ----------- | ----------- | ----------- | ------ | ------ | ------ |
| 2016-2017             | Chrudim               | CFL                   | 7          | 1          | CRC             | 0               | 0               | -                  | -                  | -                  | -           | -           | -           | 7      | 1      |        |
| 2017-2018             | Chrudim               | CFL                   | 31         | 3          | CRC             | 2               | 0               | -                  | -                  | -                  | -           | -           | -           | 33     | 3      |        |
| 2018-2019             | Chrudim               | FNL                   | 25         | 7          | CRC             | 3               | 1               | -                  | -                  | -                  | -           | -           | -           | 28     | 8      |        |
| 2019-2020             | Chrudim               | FNL                   | 23         | 8          | CRC             | 2               | 0               | -                  | -                  | -                  | -           | -           | -           | 25     | 8      |        |
| Totale Chrudim        | Totale Chrudim        | Totale Chrudim        | 86         | 19         |                 | 7               | 1               |                    | -                  | -                  |             | -           | -           | 93     | 20     |        |
| 2020-2021             | Hradec Králové        | FNL                   | 19         | 8          | CRC             | 2               | 3               | -                  | -                  | -                  | -           | -           | -           | 21     | 11     |        |
| 2021-2022             | Hradec Králové        | 1L                    | 31         | 6          | CRC             | 2               | 1               | -                  | -                  | -                  | -           | -           | -           | 33     | 7      |        |
| 2022-2023             | Hradec Králové        | 1L                    | 27         | 7          | CRC             | 1               | 1               | -                  | -                  | -                  | -           | -           | -           | 28     | 8      |        |
| 2023-2024             | Hradec Králové        | 1L                    | 34         | 7          | CRC             | 1               | 0               | -                  | -                  | -                  | -           | -           | -           | 35     | 7      |        |
| Totale Hradec Kralové | Totale Hradec Kralové | Totale Hradec Kralové | 111        | 28         |                 | 6               | 5               |                    | -                  | -                  |             | -           | -           | 117    | 33     |        |
| 2024-2025             | Viktoria Plzeň        | 1L                    | 23         | 4          | CRC             | 2               | 2               | UEL                | 11                 | 3                  | -           | -           | -           | 36     | 9      |        |
| Totale carriera       | Totale carriera       | Totale carriera       | 220        | 51         |                 | 15              | 8               |                    | 11                 | 3                  |             | -           | -           | 246    | 62     |        |

## Palmarès

### Club

#### Competizioni nazionali
- Fotbalová národní liga: 1

Hradec Kralové: 2020-2021